# Puente luna
Un puente luna es un puente de peatones altamente arqueado asociado a los jardines de China y de Japón. El puente luna se originó en China y luego fue introducido en Japón.
Este tipo de puente fue diseñado originalmente para permitir a los peatones cruzar los canales al tiempo que se dejaba el paso a las barcazas bajo él. Cuando se construían usando pendientes ascendentes y descendientes también tenían la ventaja de no ocupar el espacio de los campos adyacentes para acercar los dos extremos.
En el diseño formal de jardines, los puentes luna son situados de manera que se reflejen en el agua en reposo. El alto arco y su reflejo forman un círculo, que simboliza la luna. 

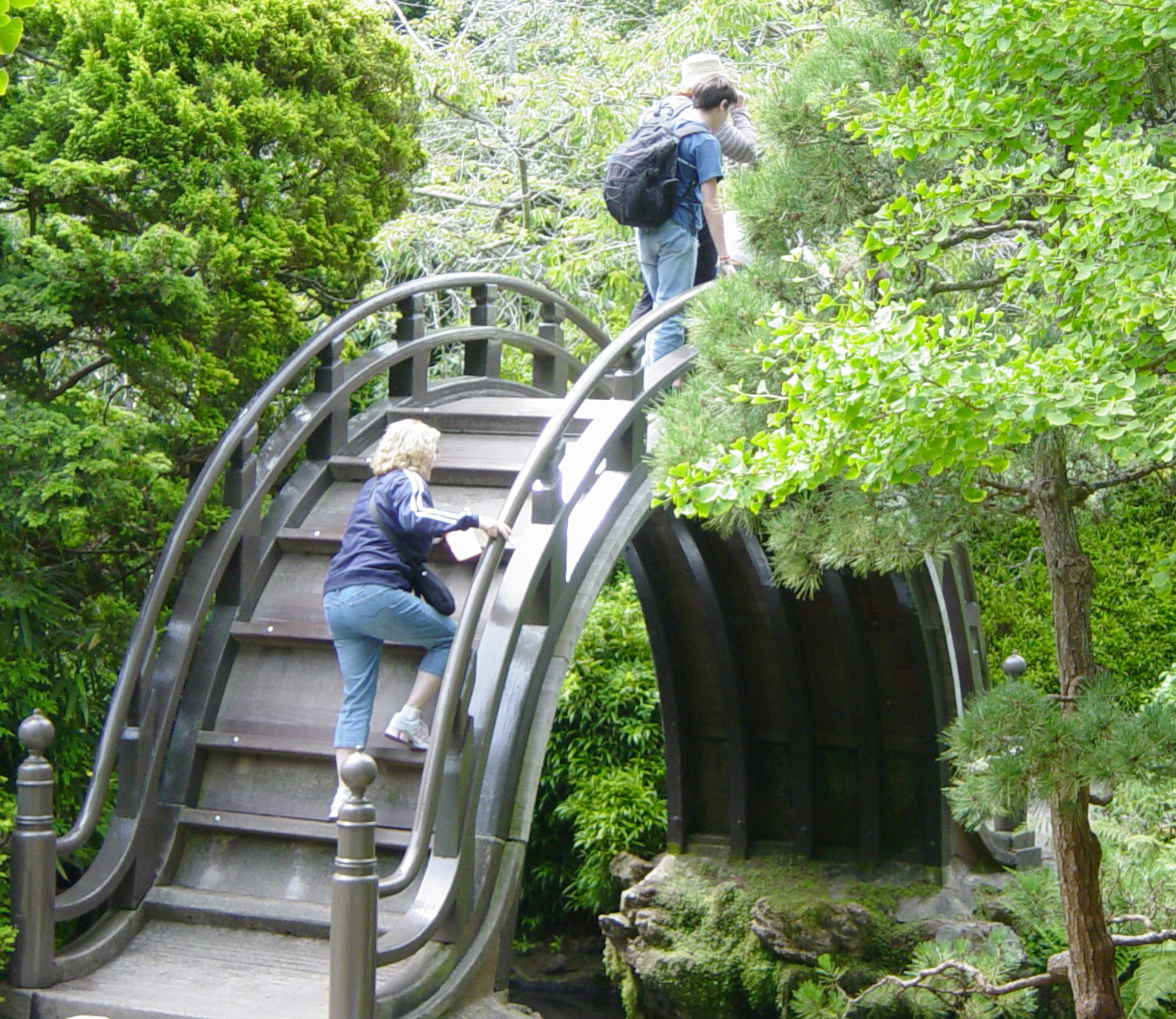
Un puente luna de madera en el jardín de té japonés del Golden Gate Park en San Francisco, California.
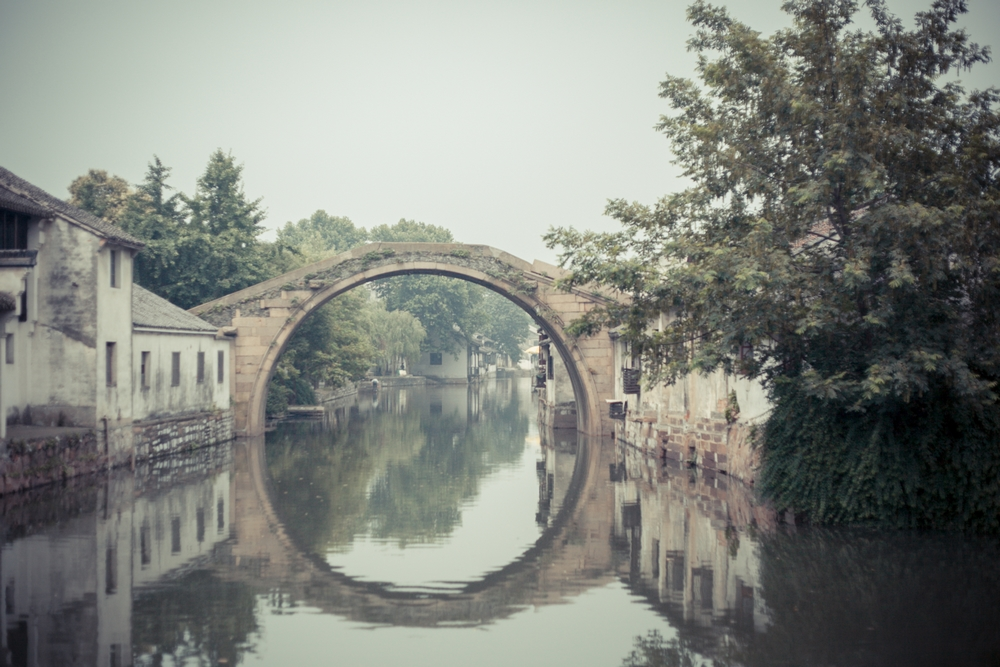
Un círculo entero se forma debido a la forma y al reflejo del puente Hongji en Nanxun, Zhejiang.